# Potpeće (Bośnia i Hercegowina)
Potpeće (cyr. Потпеће) – wieś w Bośni i Hercegowinie, w Republice Serbskiej, w gminie Foča. W 2013 roku liczyła 76 mieszkańców.